# Fatehpur Sikri
Fatehpur Sikri (Hindi: फ़तेहपुर सीकरी, Fatehpur Sikrī) ist eine Stadt im indischen Bundesstaat Uttar Pradesh in Indien mit etwa 35.000 Einwohnern. Hier befand sich Ende des 16. Jahrhunderts die Hauptstadt des Mogulreiches. Die Baudenkmäler des Palastbezirks stehen seit 1986 unter dem Schutz der UNESCO und gehören zum Weltkulturerbe der Menschheit.

## Lage
Fatehpur Sikri liegt in einer Höhe von etwa 175 bis 185 m ü. d. M. am östlichen Rand des Aravalligebirges rund 36 km (Fahrtstrecke) südwestlich von Agra. Nur wenige Kilometer westlich verläuft die Grenze zum Bundesstaat Rajasthan. Das Klima ist warm bis heiß; Regen fällt nahezu ausschließlich in den sommerlichen Monsunmonaten.

## Bevölkerung
Offizielle Bevölkerungsstatistiken werden erst seit 1991 geführt und veröffentlicht.
| Jahr      | 1991   | 2001   | 2011   |
| Einwohner | 25.446 | 28.804 | 32.905 |

Ca. 54 % der Einwohner sind Hindus und ca. 45 % sind Moslems; der Rest von 1 % entfällt auf verschiedene Religionsgemeinschaften (Sikhs, Jains, Buddhisten und Christen). Wie in Nordindien üblich ist der männliche Bevölkerungsanteil um ca. 12 % höher als der weibliche.
. 

## Geschichte
Die frühere Hauptstadt des Mogulreiches unter Großmogul Akbar I. (1542–1605) wurde zwischen 1569 und 1574 erbaut. Im Jahr 1571 zog Akbar mit seinem Hofstaat hierher, doch bereits 1585 verlegte er den Hof nach Lahore, von wo aus er seine Feldzüge im Nordwesten Indiens besser leiten konnte. Zudem war die Wasserversorgung der Stadt vermutlich unzureichend. Er festigte als hervorragender Diplomat und Militärstratege seine neu gewonnenen Gebiete durch eine Politik religiöser Toleranz im Dialog mit Vertretern der wichtigsten Glaubensrichtungen.
Akbar heiratete als erster Mogul-Herrscher eine hinduistische Rajputen-Prinzessin aus Amber (Mariam uz-Zamani) und schaffte die allen Nicht-Muslimen auferlegten Sondersteuern ab. Indem er, oft durch Eheschließungen, die Loyalität lokaler Fürsten gewann, gelang es ihm, ein effizientes Steuersystem einzuführen, das es ihm schließlich ermöglichte, die Bauten in Fatehpur Sikri zu finanzieren.
Trotz seiner zahlreichen Frauen hatte er lange Zeit keine Erben, so dass er tief beeindruckt war, als er vom in Sikri lebenden Scheich Salim Chishti, einem Lehrer des Chishti-Ordens, die Prophezeiung der Geburt dreier Söhne erhielt – ein Ereignis, welches binnen weniger Jahre auch eintraf. Dem Scheich zu Ehren wurde Fatehpur Sikri erbaut.

## Königspalast
Diwan-i-Am
Der Hauptpalast und der Hofkomplex sind dank umfangreicher Restaurierungsarbeiten britischer Archäologen vor der Unabhängigkeit Indiens im Jahre 1947 von Großbritannien größtenteils erhalten. Die im Palastkomplex gelegene Audienzhalle (Diwan-i-Am), von Bogengängen und kunstvollen, mit Halbedelsteinen verzierten Jali-Gittern umgeben, stand im Mittelpunkt der wichtigsten Feierlichkeiten, die Untertanen durften hier ihre Petitionen an den Herrscher richten.
Diwan-i-Khas
In der Nordwestecke des Diwan-i-Am öffnet sich ein schlichter Torbogen auf einen zweiten Hof, wo sich die private Audienzhalle (Diwan-i-Khas) befindet. Eine wunderbar skulpturierte Säule, der so genannte Thronpfeiler, auf welchem der Thron ruhte,  bildet den Mittelpunkt der Halle. Nicht weit entfernt liegen die drei Räume der Schatzkammer, verziert mit Darstellungen von Meereslebewesen. Im Zentrum des Hofes befindet sich der Pachisi Court, ein riesiges steinernes Spielfeld für Pachisi.
Haus der türkischen Sultanin
Der Anup Talao-Pavillon („Haus der türkischen Sultanin“) steht südwestlich des Pachisi-Feldes. Das Haus war wahrscheinlich der Palast einer von Akbars Lieblingsfrauen, der Sultanin Ruqayya Begum. Es ist mit Balkonen und Holzschnitzereien im Kashmiri-Stil verziert und zeigt türkische, persische und sogar chinesische Einflüsse. Das Gebäude könnte auch ein Dampfbad (hammam) oder Lustschlösschen gewesen sein.
Daulat Khana
Akbars Privatpalast, der Daulat Khana („Ort des Glücks“), liegt auf der anderen Seite des Gartens. Er besteht aus einer Anzahl von reich mit Ornamenten verzierten Gebäuden, deren tragende Säulen auf glockenförmigen Sockeln ruhen. Im Erdgeschoss befindet sich die Bibliothek. Hier ließ sich der Kaiser – er selbst war Analphabet – Textpassagen aus den rund 50.000 Manuskripten der Bibliothek vorlesen. Dahinter liegt das Khwabgah („Haus der Träume“), das kaiserliche Schlafgemach, dessen Wände verblasste persische Inschriften zeigen.
Panch Mahal
Der Panch Mahal („fünfstöckiger Palast“) ist mit seinen insgesamt 176 Säulen bzw. Pfeilern eines der berühmtesten Bauwerke Fatehpur Sikris; er erhebt sich nordwestlich des Khwabgah. Der Bau verjüngt sich sukzessive nach oben zu einem einzigen allseitig offenen Pavillon (chhatri). Das Erdgeschoss besteht aus 84 Pfeilern, eine bedeutungsvolle Zahl in der Hindu-Astrologie.
Frauengemächer
Im Sunahra Makan, nahe dem hermetisch verschlossenen Frauenbereich des Hofes gelegen, soll die Mutter von Akbar, Mariam Makani, oder aber eine von seinen Frauen gelebt haben. Das Gebäude wird auch als „Miriams Haus“ oder „Palast der christlichen Königin“ bezeichnet. In den Überlieferungen deutet aber nichts auf eine Verbindung des Kaisers mit einer Christin hin.
Der „Palast der Jodhabai“, der Hauptharem, beherrscht den Haremskomplex. Mit seinen Balkonen (jharokas) und Dachpavillons (chhatris) weist er eine architektonische Mischung aus traditionellen hinduistischen und muslimischen Elementen sowie das elegante, für Fatehpur Sikri charakteristische Tulpenmuster auf. Es heißt, dass die Händler auf der kleinen Freifläche vor dem Palast ihre Waren ausbreiteten, die von den auf den Balkonen sitzenden Frauen begutachtet wurden; interessante Stücke wurden von Dienerinnen zur näheren Begutachtung nach oben gebracht.

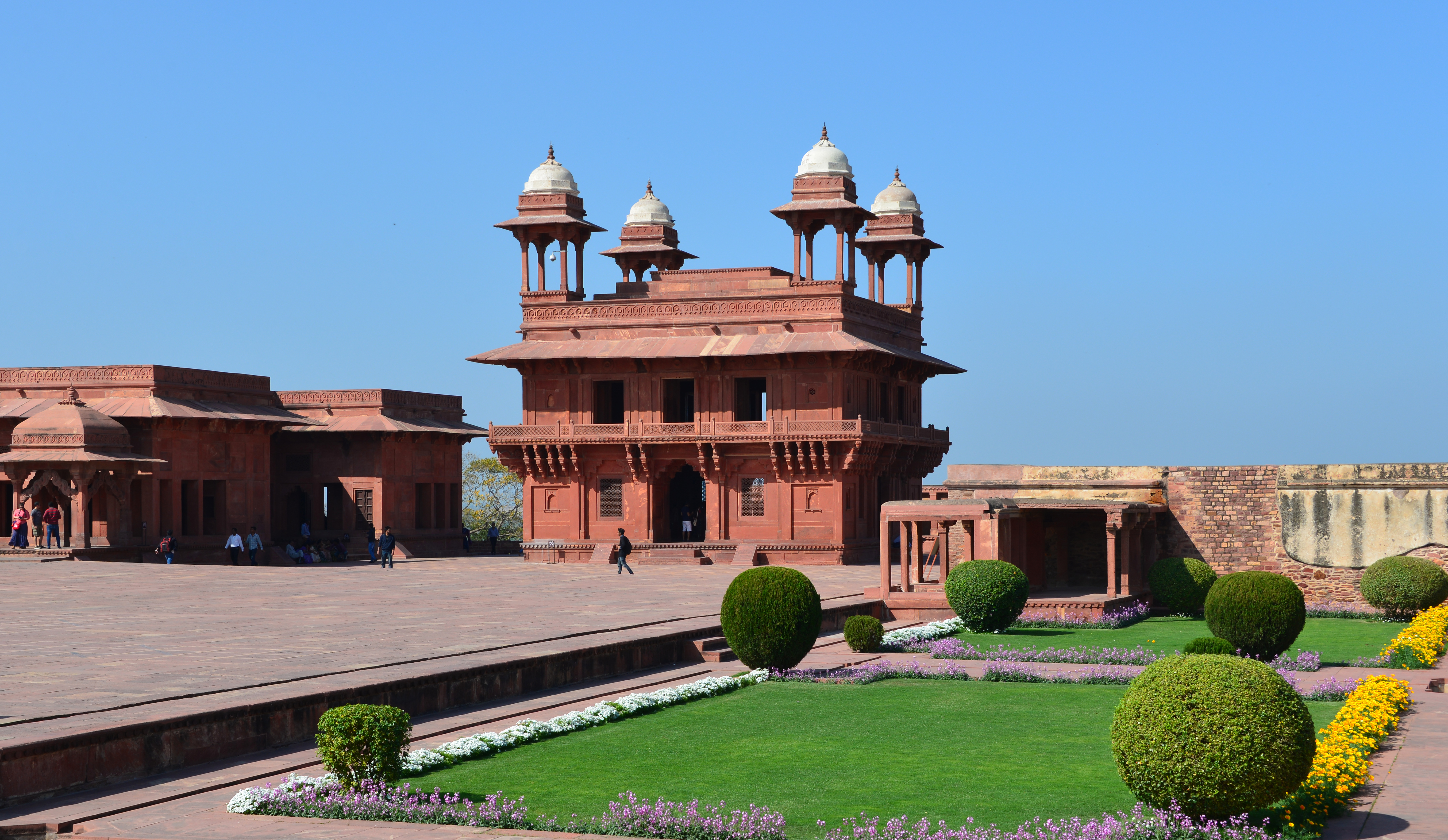
Die private Audienzhalle „Diwan-i-Khas“
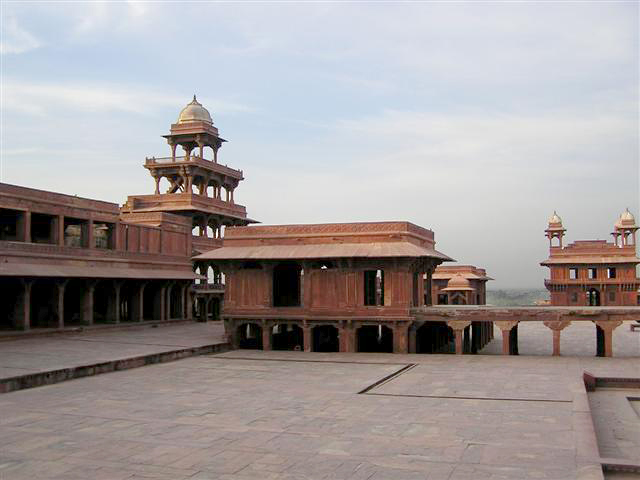
Panch Mahal und Audienzhalle
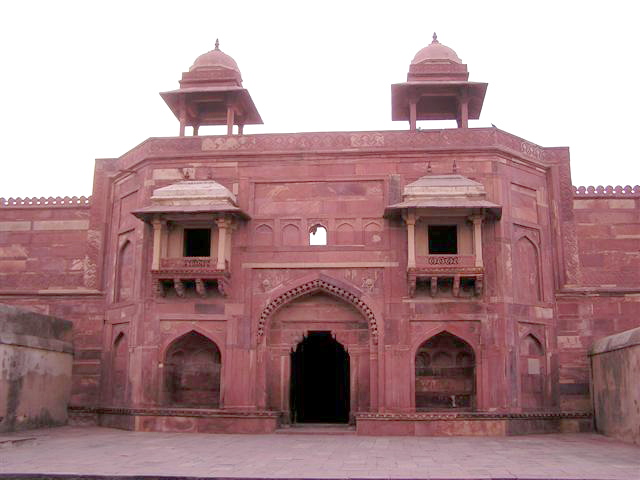
Jodhabai-Palast

## Jama Masjid

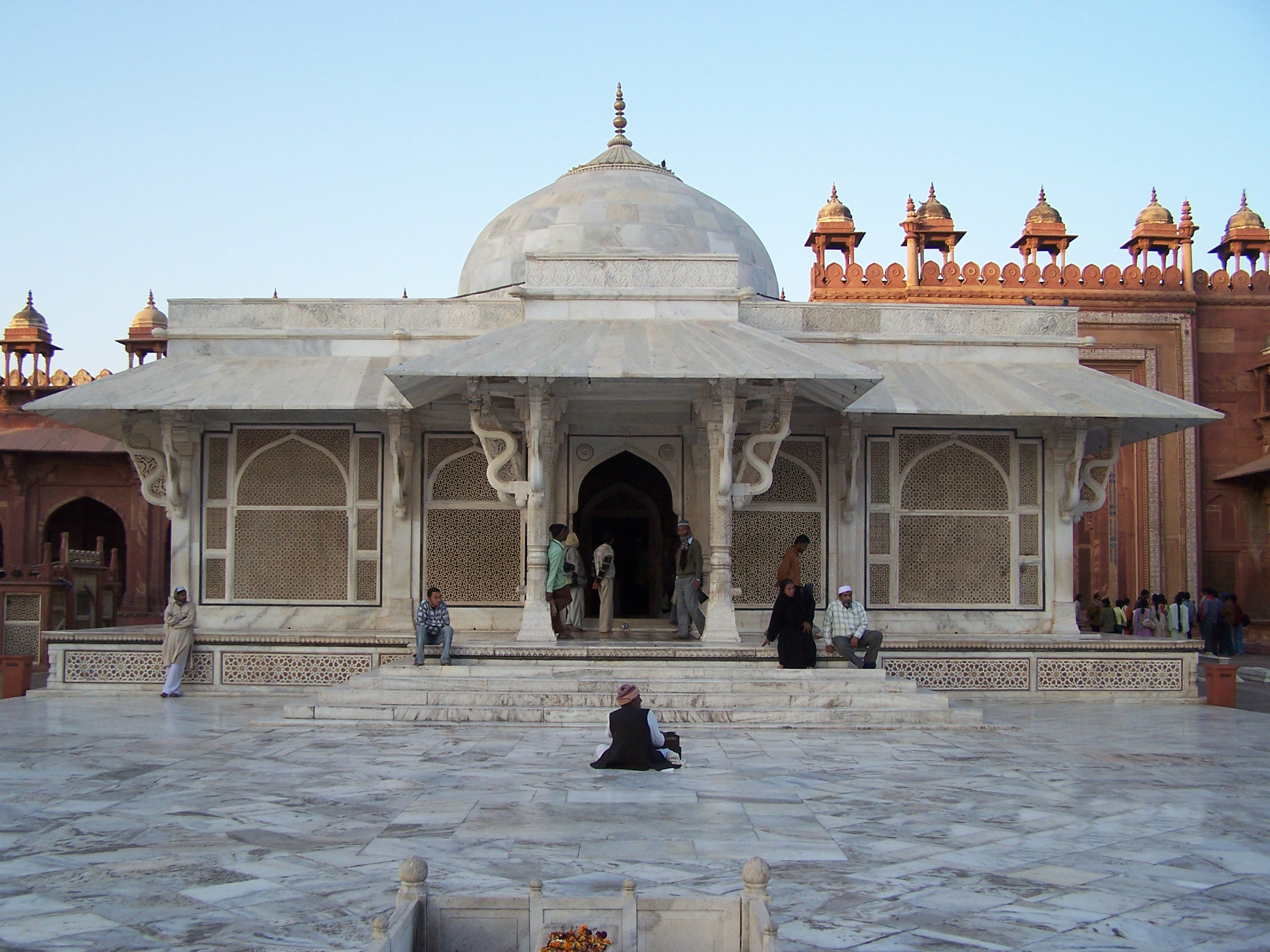
Mausoleum des Salim Chishti

Auf dem höchsten Punkt der Anlage südwestlich des Palastes steht die flächenmäßig riesige Jama Masjid (manchmal auch Dargah-Moschee genannt) mit der Stadt Fatehpur Sikri zu ihren Füßen. Das relativ kleine, aber außerordentlich fein gearbeitete Mausoleum von Sheikh Salim Chishti bildet den Mittelpunkt des Sufi-Schreines oder Dargah. Unter Akbar wurde es aus rotem Sandstein erbaut und erst unter seinem Sohn Jahangir bzw. seinem Enkel Shah Jahan durch einen Marmorbau ersetzt. Die filigranen Fenster (jalis) gehören zum Kunstvollsten, was Menschenhände je hervorgebracht haben. Oft beten hier kinderlose Frauen und lassen sich segnen in der Hoffnung, dadurch endlich ein Kind (genauer: einen Sohn) zu empfangen, denn auch Kaiser Akbar erhielt hier die Voraussage durch den als heilig verehrten Sufi über seinen noch ungeborenen Nachfolger, den späteren Großmogul Jahangir.
Das imposante Buland Darwaza, auch als Siegestor bezeichnet, da es erbaut wurde, nachdem Akbar die Stadt Gujrat besiegt hatte, stammt aus den Jahren nach 1573 oder 1576. Es ist – mitsamt der 32-stufigen Treppe auf der Außenseite – über 54 Meter hoch und bildet den überaus repräsentativen Haupteingang der Moschee.
Im Moscheehof (sahn) befindet sich außerdem das Zenana Rauza (Grab der Hofdamen) und das Mausoleum Islam Khans, des Enkels Salim Chishtis und ehemaligem Gouverneur (subahdar) von Bengalen.

## Darstellung in der Belletristik
Der Roman The Enchantress of Florence (deutsch Die zauberhafte Florentinerin, 2009) des indisch-britischen Schriftstellers Salman Rushdie spielt zu großen Teilen in Fatehpur Sikri.